# Élections sénatoriales de 1876 dans la Vendée
Des élections sénatoriales de 1876 sont organisées dans la Vendée le 30 janvier 1876 afin de pourvoir trois sièges au Sénat.
Elles se tiennent dans le cadre d’un scrutin à l’échelle nationale visant à constituer la nouvelle chambre créée par la loi relative à l’organisation des pouvoirs publics (25 février 1875) et la loi relative à l’organisation du Sénat (24 février 1875), selon les modalités prescrites par la loi organique sur les élections des sénateurs du 2 août 1875. Il s’agit donc du premier scrutin sénatorial convoqué dans le département.
Trois monarchistes sont envoyés au Sénat à l’issue de l’élection : François Gaudineau ainsi que les légitimistes Auguste de Cornulier de La Lande et Benjamin Vandier. Alors qu’ils sont admis le 10 mars 1876, la fin de leur mandat est fixée au renouvellement triennal prévu en 1882, le département appartenant à la série C. Cependant, la mort de Benjamin Vandier en 1878 provoque une élection partielle en 1879 pour pourvoir son siège laissé vacant.

## Contexte

### Scène nationale
À la suite de la guerre franco-allemande, le Gouvernement de la Défense nationale convoque un corps législatif — l’Assemblée nationale — afin de ratifier un traité de paix avec les Allemands, tout juste unis au sein d’un seul empire. La chambre issue des élections de février 1871 est largement dominée par les conservateurs, mais, ces monarchistes sont divisés entre eux sur la nature du régime à fonder : les légitimistes soutiennent le comte de Chambord, les orléanistes, le comte de Paris.
Au fil des années, le régime prend un caractère parlementaire. La « loi de Broglie » aboutit à la mise en place de trois lois constitutionnelles en 1875. La première d’entre elles, la loi relative à l’organisation des pouvoirs publics, met en place un bicamérisme, avec la Chambre des députés comme chambre basse et le Sénat comme chambre haute. Aussi, la loi relative à l’organisation du Sénat énonce les principales caractéristiques du nouvel organe législatif, qui doit être composé de 300 membres, dits « sénateurs », et qui doit entrer en vigueur au moment de la séparation de l’Assemblée nationale élue en 1871.

### Scène locale
Comme au niveau des autres départements métropolitains, la Vendée connaît au début des années 1870 une série d’élections au suffrage universel — masculin.

#### Conseils municipaux
À l’échelle des communes, un scrutin se tient en avril et mai 1871 afin de renouveler leurs conseils selon les modalités prévues par la loi du 15 avril. Sont ainsi électeurs les citoyens âgés de plus de 21 ans détenteurs de leurs droits civils et politiques résidant réellement dans la commune depuis au moins un an, mais, seuls les électeurs de plus de 25 ans sont éligibles au conseil municipal. À l’issue des élections, un maire est désigné par et parmi les conseillers municipaux, à l’exception des communes de plus de 20 000 habitants et chefs-lieux de département et d’arrondissement,.
Cependant, à la suite de la loi relative aux maires et aux attributions de police municipale (20 janvier 1874) et de celle relative à l’électorat municipal (7 juillet), les pouvoirs des conseils municipaux sont prorogés au plus tard jusqu’au 1er janvier 1875 par une loi du 25 mars 1874. Un décret daté du 4 novembre convoque des élections de renouvellement des conseils municipaux le 22 novembre,,,.

#### Conseils d’arrondissement et conseil général
Une loi du 10 août 1871 règle les modalités d’élection des conseils généraux, la durée de mandat de ses membres et ses attributions. À son sens, les conseillers généraux sont élus à l’échelle des cantons pour six ans ; ils sont renouvelables par moitié tous les trois ans.
Compte tenu de la dissolution des conseils généraux et d’arrondissement par un décret du 25 décembre 1870, des élections de renouvellement intégral sont convoquées par décret du président de la République le 16 septembre 1871 pour les 8 et 15 octobre. Le renouvellement triennal visant à pouvoir les sièges de la première série se tient les 4 et 11 octobre 1874 (décret du 14 septembre),.

## Modalités électorales

### Mode de scrutin
L’élection des sénateurs est organisée selon un système de vote majoritaire uninominal, de façon indirecte, sur un corps électoral restreint, d’après la loi organique sur les élections des sénateurs (2 août 1875).

### Conditions d’éligibilité
L’article 4 de la loi relative à l’organisation du Sénat (24 février 1875) décrit trois conditions pour être éligible à la fonction : « Nul ne peut être sénateur s’il n’est Français, âgé de quarante ans au moins et s’il ne jouit de ses droits civils et politiques ».
Les articles 20 et 21 de la loi organique sur les élections des sénateurs (2 août 1875) dressent la liste des fonctions incompatibles avec celle de sénateur.

### Électorat
La loi relative à l’organisation du Sénat (24 février 1875) dresse la composition du corps électoral propre à ce scrutin, le « collège électoral ». À son sens, à l’échelle de chaque département ou territoire, sont électeurs : les députés ; les conseillers généraux ; les conseillers d’arrondissement ; les délégués désignés par les conseils municipaux parmi les électeurs de chaque commune à raison d’un par entité.

## Candidatures
Deux listes collectives s’affrontent : l’une, composée des libéraux Émile Beaussire, Hippolyte Périer et Édouard Richer, et soutenue par les républicains ; l’autre, présentée comme « conservatrice », composée de monarchistes, François Gaudineau, ancien orléaniste fusionniste, Auguste de Cornulier de La Lande et Édouard Morisson de La Bassetière, légitimistes. Ce dernier retire toutefois sa candidature au profit de celle d’un autre légitimiste, Benjamin Vandier,.
Des candidatures individuelles sont également présentées : Antoine Pugliesi-Conti, bonapartiste, Alfred Le Roux et Léon Gillaizeau,.
| Candidat                         | Mouvance | Mouvance     | Qualité au moment du scrutin |
| -------------------------------- | -------- | ------------ | --- |
| Émile Beaussire                  |          | Libéralisme  | Député à l’Assemblée nationale (depuis 1871), élu dans la Vendée                                                                      |
| Auguste de Cornulier de La Lande |          | Légitimisme  | Conseiller général (depuis 1871), élu dans le canton de Montaigu                                                                      |
| François Gaudineau               |          | Monarchisme  | Président du conseil général (depuis 1871) Conseiller général (depuis 1864), élu dans le canton de Luçon Maire de Luçon (depuis 1850) |
| Léon Gillaizeau                  |          | Inconnue     | Conseiller général (depuis 1852), élu dans le canton de Talmont                                                                       |
| Alfred Le Roux                   |          | Inconnue     | |
| Hippolyte Périer                 |          | Libéralisme  | Maire de La Roche-sur-Yon (depuis 1871) Conseiller général (depuis 1874), élu dans le canton de La Roche-sur-Yon                      |
| Antoine Pugliesi-Conti           |          | Bonapartiste | |
| Édouard Richer                   |          | Libéralisme  | Maire de Noirmoutier Vice-président du conseil général Conseiller général (depuis 1871), élu dans le canton de Noirmoutier            |
| Benjamin Vandier                 |          | Légitimisme  | Député à l’Assemblée nationale (depuis 1871), élu dans la Vendée Conseiller général (depuis 1870), élu dans le canton de L’Île-Dieu   |

## Scrutin

### Convocation et nominations préliminaires
Le collège électoral est convoqué le 30 janvier 1876 au chef-lieu de chaque département selon les termes de la loi relative à la date de l’élection des sénateurs et des députés et à la séparation de l’Assemblée nationale (30 décembre 1875). Aussi, la loi prévoit la nomination des délégués le 16 janvier 1876. Pour ce faire, les conseils municipaux sont convoqués par décret du 3 janvier,.
Le corps électoral se compose des 299 délégués des conseils municipaux nommés le 16 janvier, des 30 conseillers d’arrondissement, des 30 conseillers généraux et des huit députés du département. Cependant, quatre députés cumulant le fonction avec celle de conseiller général, le nombre de membres du collège n’est pas de 367 mais de 363.

### Opérations de vote
Les opérations électorales se tiennent de 8 heures à midi dans la salle de la cour d’assises, au tribunal de la Roche-sur-Yon.
Les scrutateurs sont divisés en trois sections présidées par trois hommes de partis différents : l’un bonapartiste, l’autre républicain et le dernier légitimiste.

### Résultats
| Candidat                         | Parti          | Parti          | Tour unique | Tour unique | Issue |
| Candidat                         | Parti          | Parti          | Voix        | %           | Issue |
| -------------------------------- | -------------- | -------------- | ----------- | ----------- | ----- |
| François Gaudineau               |                | Monarchiste    | 211         | 58,61       | Élu   |
| Auguste de Cornulier de La Lande |                | Légitimiste    | 198         | 55,00       | Élu   |
| Benjamin Vandier                 |                | Légitimiste    | 196         | 54,44       | Élu   |
| Émile Beaussire                  |                | Libéral        | 146         | 40,56       |       |
| Hippolyte Périer                 |                | Libéral        | 136         | 37,78       |       |
| Édouard Richer                   |                | Libéral        | 133         | 36,94       |       |
| Antoine Pugliesi-Conti           |                | Bonapartiste   | 19          | 5,28        |       |
| Alfred Le Roux                   |                | Inconnu        | 11          | 3,06        |       |
| Léon Gillaizeau                  |                | Inconnu        | 2           | 0,55        |       |
|                                  |                |                |             |             |       |
| Inscrits                         | Inscrits       | Inscrits       | 363         | 100,00      |       |
| Absentions                       | Absentions     | Absentions     | 0           | 0,00        |       |
| Votants                          | Votants        | Votants        | 361         | 99,45       |       |
| Blancs et nuls                   | Blancs et nuls | Blancs et nuls | 1           | 0,28        |       |
| Exprimés                         | Exprimés       | Exprimés       | 360         | 99,17       |       |

## Conséquences des élections

### Sénateurs entrants
Selon les dispositions de la loi du 30 décembre 1875, le Sénat et la Chambre des députés se réunissent le 8 mars 1876. Un rapport du général Boissonnet, mis aux voix au Sénat le 10 mars suivant, entérine les résultats des élections. À l’issue de son adoption, François Gaudineau, Auguste de Cornulier de La Lande et Benjamin Vandier sont admis dans leurs mandats sénatoriaux,.
Les trois sénateurs entrants siègent sur les bancs de la droite monarchiste,,.

### Événements survenus pendant la mandature
Benjamin Vandier est nommé secrétaire dans le bureau du Sénat dès sa formation.
Conformément à la loi relative à l’organisation du Sénat, la répartition des départements au sein des trois séries (A, B et C) pour les renouvellements triennaux est adoptée lors d’une séance le 20 mars 1876, rattachant la Vendée à la série C. Aussi, un tirage au sort du président du Sénat donne l’ordre B, C, A pour les séries, impliquant des élections prochaines respectivement en 1879, 1882 et 1885,.
Au cours de la mandature, la mort de Benjamin Vandier le 23 août 1878 provoque une élection partielle le 5 janvier 1879 remportée par Stéphane Halgan,.

### Sources
1. ↑  
« Versailles, 15 avril 1871 », Journal officiel de la République française, vol. « Partie officielle », no 106,‎ 16 avril 1871, p. 601-602 (lire en ligne).
2. ↑  
« Loi relative aux maires et aux attributions de police municipale », Journal officiel de la République française, vol. « Partie officielle », no 21,‎ 22 janvier 1874, p. 623 (lire en ligne).
3. ↑  
« Loi relative à l’électorat municipal », Journal officiel de la République française, vol. « Partie officielle », no 188,‎ 11 juillet 1874, p. 4817-4818 (lire en ligne).
4. ↑  
« Loi ayant pour objet de proroger les pouvoirs des conseils municipaux », Journal officiel de la République française, vol. « Partie officielle », no 86,‎ 28 mars 1874, p. 2369 (lire en ligne).
5. ↑  
« Décret fixant l’époque des élections pour le renouvellement des conseillers municipaux », Journal officiel de la République française, vol. « Partie officielle », no 303,‎ 5 novembre 1874, p. 7386 (lire en ligne).
6. ↑  
« Versailles, 28 août 1871 », Journal officiel de la République française, vol. « Partie officielle », no 240,‎ 29 août 1871, p. 3041-3046 (lire en ligne).
7. ↑  
« Versailles, 16 septembre 1871 », Journal officiel de la République française, vol. « Partie officielle », no 259,‎ 17 septembre 1871, p. 3519 (lire en ligne).
8. ↑  
« Décret fixant l’époque des élections pour le renouvellement de la première série sortante des conseils généraux et des conseils d’arrondissement dans les départements autres que celui de la Seine », Journal officiel de la République française, vol. « Partie officielle », no 253,‎ 15 septembre 1874, p. 6537 (lire en ligne).
9. 1 2  
Loi organique sur les élections des sénateurs.
10. 1 2 3  
Loi relative à l’organisation du Sénat.
11. 1 2  
Loi relative à la date de l’élection des sénateurs et des députés et à la séparation de l’Assemblée nationale.
12. ↑  
Décret relatif à la convocation des conseils municipaux, à l’effet d’élire leurs délégués pour l’élection du Sénat.
13. ↑  
« Sénat », Journal officiel de la République française, « Partie non officielle » no 70,‎ 11 mars 1876, p. 1695 (lire en ligne).
14. ↑  
« Extrait du procès-verbal de la séance du Sénat, concernant le renouvellement par séries des sénateurs des départements », Journal officiel de la République française, vol. « Partie officielle », no 97,‎ 7 avril 1876, p. 2489-2490 (lire en ligne).

#### Législation
- « Loi relative à l’organisation du Sénat », Journal officiel de la République française, vol. « Partie officielle », no 58,‎ 28 février 1875, p. 1522 (lire en ligne).
- « Loi organique sur les élections des sénateurs », Journal officiel de la République française, vol. « Partie officielle », no 221,‎ 13 août 1875, p. 6737-6738 (lire en ligne).
- « Loi relative à la date de l’élection des sénateurs et des députés et à la séparation de l’Assemblée nationale », Journal officiel de la République française, vol. « Partie officielle », no 3,‎ 4 janvier 1876, p. 57 (lire en ligne).
- « Décret relatif à la convocation des conseils municipaux, à l’effet d’élire leurs délégués pour l’élection du Sénat », Journal officiel de la République française, vol. « Partie officielle », no 5,‎ 6 janvier 1876, p. 122-123 (lire en ligne).

#### Articles de presse
- « Élections sénatoriales », L’Indicateur, Fontenay-le-Comte, vol. 36, no 8,‎ 27 janvier 1876, p. 1 (lire en ligne).
- « Élections sénatoriales du 30 janvier 1876 », Le Publicateur, la Roche-sur-Yon, vol. 46, no 13,‎ 2 février 1876, p. 1 (lire en ligne).
- « Elections sénatoriales du 30 janvier 1876 », L’Indicateur, Fontenay-le-Comte, vol. 36, no 10,‎ 3 février 1876, p. 2 (lire en ligne).
- Benjamin Fillon, « Coup d’œil sur les élections sénatoriales de 1876 en Vendée », L’Indicateur, Fontenay-le-Comte, vol. 36, no 46,‎ 8 juin 1876, p. 3 (lire en ligne).
- Benjamin Fillon, « Coup d’œil sur les élections sénatoriales de 1876 en Vendée », L’Indicateur, Fontenay-le-Comte, vol. 36, no 47,‎ 11 juin 1876, p. 3 (lire en ligne).

#### Autre ouvrage
- Adolphe Robert, Edgar Bourloton et Gaston Cougny, Dictionnaire des parlementaires français, t. troisième : FES — LAV, Paris, Bourloton, 1891, 640 p. (lire en ligne).